# Джексон (округ, Огайо)
Шаблон:StateAbbr_ 39°01′ пн. ш. 82°37′ зх. д. / 39.02° пн. ш. 82.62° зх. д.
Округ Джексон (англ. Jackson County) — округ (графство) у штаті Огайо, США. Ідентифікатор округу 39079.

## Історія
Округ утворений 1816 року.

## Демографія
За даними перепису
2000 року
загальне населення округу становило 32641 осіб, зокрема міського населення було 12523, а сільського — 20118.
Серед мешканців округу чоловіків було 15750, а жінок — 16891. В окрузі було 12619 домогосподарств, 9130 родин, які мешкали в 13909 будинках.
Середній розмір родини становив 3.
Віковий розподіл населення поданий у таблиці:
| Стать    | До 15 років | 15-21 | 22-29 | 30-39 | 40-49 | 50-65 | 65-85 | Понад 85 |
| -------- | ----------- | ----- | ----- | ----- | ----- | ----- | ----- | -------- |
| Чоловіки | 3534        | 1633  | 1649  | 2264  | 2435  | 2511  | 1593  | 131      |
| Жінки    | 3456        | 1558  | 1656  | 2347  | 2533  | 2626  | 2326  | 389      |

## Суміжні округи
- Вінтон — північ
- Галлія — схід
- Лоуренс — південь
- Сайото — південний захід
- Пайк — захід
- Росс — північний захід

## Виноски
1. ↑  U.S. Decennial Census. United States Census Bureau. Архів оригіналу за 26 квітня 2015. Процитовано 8 лютого 2015.
2. ↑  Historical Census Browser. University of Virginia Library. Архів оригіналу за 11 серпня 2012. Процитовано 8 лютого 2015.
3. ↑  Forstall, Richard L., ред. (27 березня 1995). Population of Counties by Decennial Census: 1900 to 1990. United States Census Bureau. Архів оригіналу за 14 лютого 2015. Процитовано 8 лютого 2015.
4. ↑  Census 2000 PHC-T-4. Ranking Tables for Counties: 1990 and 2000 (PDF). United States Census Bureau. 2 квітня 2001. Архів оригіналу (PDF) за 18 грудня 2014. Процитовано 8 лютого 2015.
5. ↑  State & County QuickFacts. United States Census Bureau. Архів оригіналу за 6 червня 2011. Процитовано 8 лютого 2015.(англ.) Наведено за англійською вікіпедією.
6. ↑  American FactFinder. Бюро перепису населення США. Архів оригіналу за 21 травня 2008. Процитовано 31 січня 2008.

| США | Це незавершена стаття з географії США. Ви можете допомогти проєкту, виправивши або дописавши її. |